# Medaglia d'Oro Commemorativa del Ventennale della Consulta Nazionale

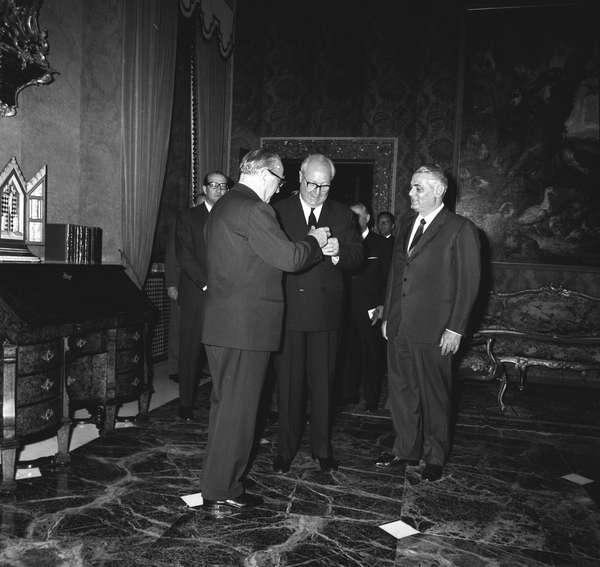
Il Presidente del Senato della Repubblica Cesare Merzagora ed il Presidente della Camera dei Deputati Brunetto Bucciarelli-Ducci consegnano, al Quirinale (Roma) il 5 maggio 1966, al Presidente della Repubblica Giuseppe Saragat la Medaglia d'Oro Commemorativa del Ventennale della Consulta Nazionale.

La Medaglia d'Oro Commemorativa del Ventennale della Consulta Nazionale fu istituita per volere del Presidente del Senato della Repubblica Cesare Merzagora e del Presidente della Camera dei Deputati Brunetto Bucciarelli-Ducci per celebrare la 1ª Assemblea rappresentativa delle forze politiche italiane dopo la Liberazione.
Alla medaglia avevano diritto tutti i Consultori della Consulta Nazionale, istituita con Decreto Legislativo Luogotenenziale n° 146 del 05.04.1945, ancora viventi (dei 430 iniziali) alla data dell'istituzione (5 maggio 1966).

## Criteri di eleggibilità
La medaglia fu consegnata ai:
- Consultori della Consulta Nazionale ancora viventi (dei 430 iniziali) alla data dell'istituzione (5 maggio 1966).

## Insegne

### Medaglia
La medaglia commemorativa era in Classe Unica coniata in oro, con appiccagnolo, e recava:
sul rectol'effigie della facciata del Palazzo Montecitorio, contornata dalla dicitura «PALAZZO MONTECITORIO» (in alto, concava) e «– 25•IX•1945 ★ 01•06•1946 –» (in basso, convessa);
sul versoin caratteri maiuscoli su 5 righe orizzontali centrate, la dicitura «VENTENNALE / DELLA / CONSULTA / NAZIONALE / 1945•1965», contornata da puntinatura grossa.

### Nastro
Il nastro, ed il relativo nastrino, era tricolore.